# Baseball Tonight
Baseball Tonight è un programma televisivo statunitense, che va in onda dal 1990 su ESPN. Lo show fa un riassunto giornaliero dell'azione sui campi della MLB.

## Critiche
Baseball Tonight è stato oggetto di numerose critiche da numerosi fans perché, a loro avviso, favorirebbe alcuni team tra cui i New York Yankees e Boston Red Sox, in particolare. La critica più importante è stata fatta da Heath Bell:
Credo veramente che a ESPN importi solo dei Red Sox, Yankees e dei Mets e di nessun altro. Ecco perché mi piace MLB Network perché esso fa promozione ad ogni squadra. Quando Jake Peavy lanciò per 8 1/3 inning sabato, ESPN ha mostrato solo un pitch e credo di essermi spiegato. Questo programma è solo per i Red Sox, Yankees e Mets.
Di seguito l'intervista in lingua inglese: 
I truly believe ESPN only cares about promoting the Red Sox and Yankees and Mets - and nobody else. That's why I like the MLB Network, because they promote everybody. I'm really turned off by ESPN and 'Baseball Tonight.' When Jake Peavy threw 8 1/3 innings on Saturday, they showed one pitch in the third inning and that was it. It's all about the Red Sox, Yankees and Mets.

## In Italia
Baseball Tonight veniva trasmesso in diretta o, a volte, in leggera differita, su ESPN America, che dal 2003 al 2013 era visibile sul canale 214 della piattaforma Sky Italia.